# Corminus oblongus
Corminus oblongus är en skalbaggsart som beskrevs av Moser 1919. Corminus oblongus ingår i släktet Corminus och familjen Melolonthidae. Inga underarter finns listade i Catalogue of Life.